# Palazzo da Mula

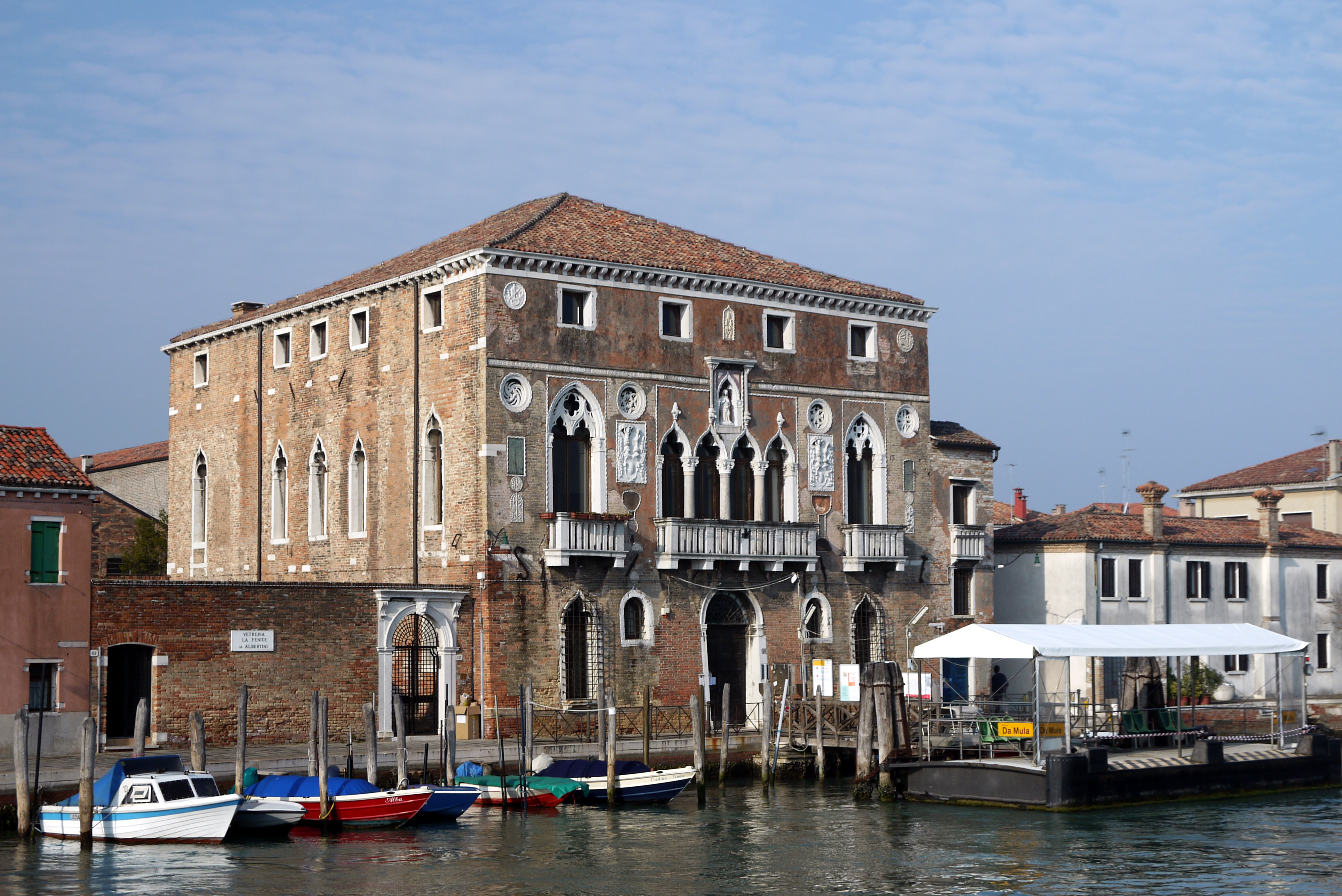
Palazzo da Mula, Murano

Der Palazzo da Mula ist eine venezianische Villa auf der Insel Murano in der Lagune von Venedig, und zwar auf der Teilinsel San Pietro Martire, am Südufer des Canale degli Angeli, bei der Brücke Ponte Vivarini, die zur Murano-Hauptinsel San Donato führt.
Der Palast ist eines der letzten Zeugnisse der zahlreichen Prachtvillen, die im 15. und 16. Jahrhundert auf Murano errichtet wurden. Murano gehörte zu den bevorzugten Sommeraufenthalten der Venezianer, weil man von der gesundheitsfördernden Wirkung dieses Ortes überzeugt war. Ursprünglich befanden sich wenige Villen mit weitläufigen Gärten auf der Insel, heute ist der Palazzo da Mula jedoch in eine Häuserzeile eingebunden.

## Architektur
Der aus der Wende des 14. zum 15. Jahrhundert stammende Palast zeigt die für die venezianische Baukunst typischen Bauformen der Spätgotik. Er ist aus rötlichen Ziegeln gebaut, mit einem Ziegeldach gedeckt, die dekorativen Elemente sind aus weißem istrischen Marmor. Anders als bei vielen venezianischen Palästen führt das Portal auf der Wasserseite nicht direkt in den Kanal, sondern auf die schmale Straße, die den Kanal begleitet.

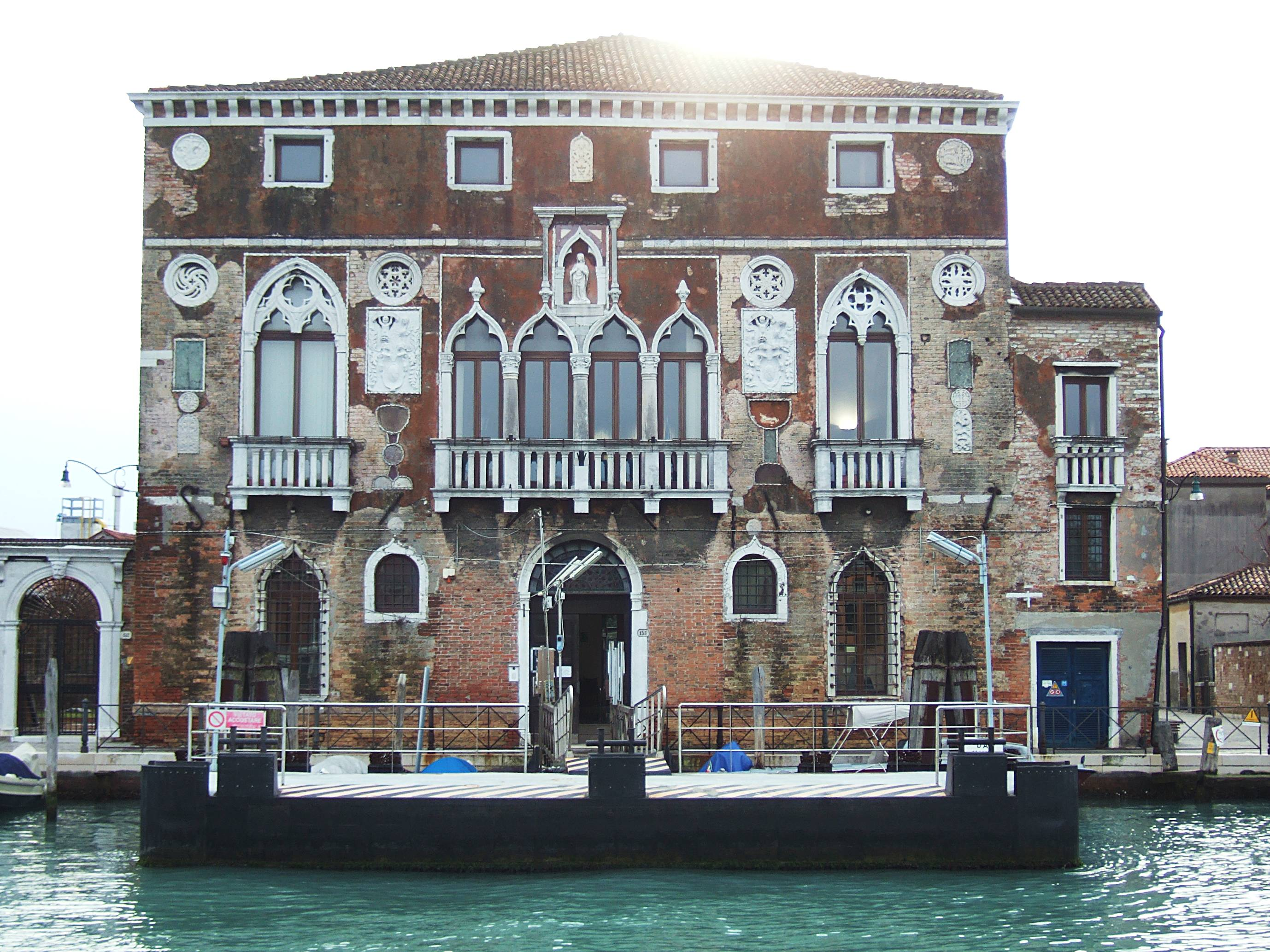
Fassade des Palazzo da Mula

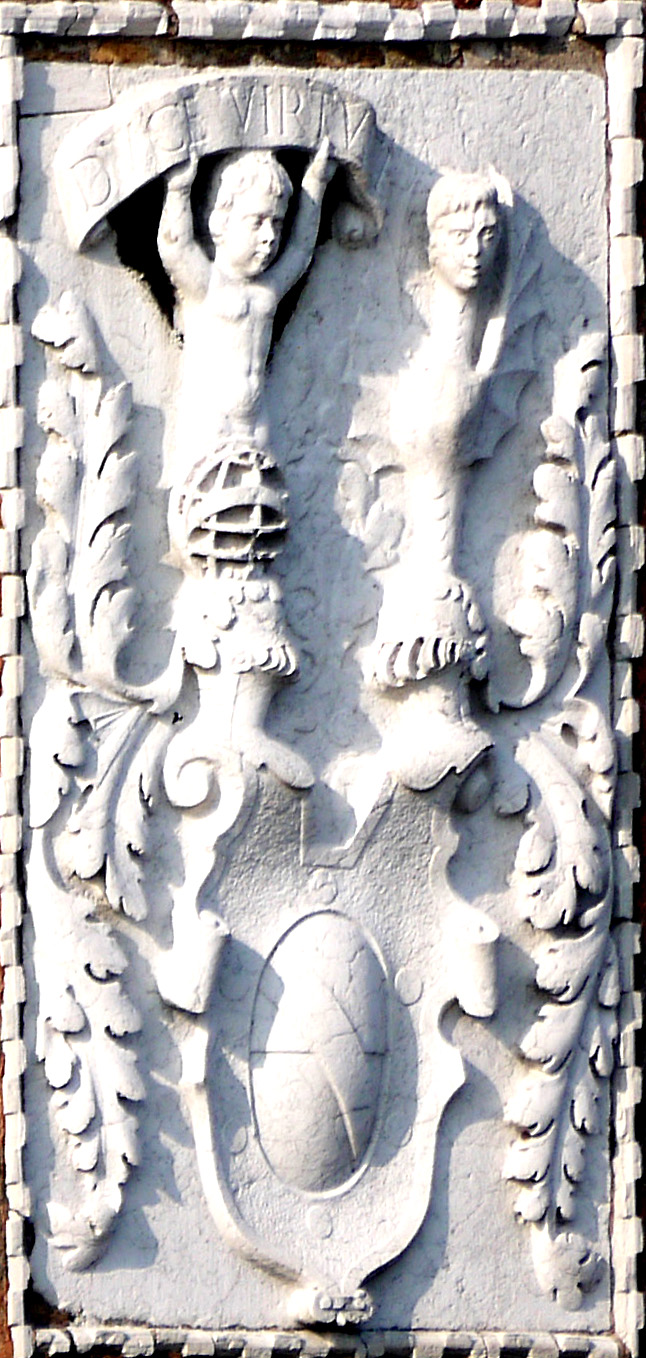
Wappen

Die Hauptfassade des Palastes ist jene, die zum Kanal blickt und zeigt sich vollkommen geometrisch gegliedert. Das rundbogige Mittelportal wird auf jeder Seite von einem hochliegenden kleinen Rundbogenfenster und einem fast bis zum Boden reichenden schmalen Spitzbogenfenster flankiert. Dem Mittelportal entsprechen im Piano Nobile vier nebeneinanderliegende, von Marmorsäulen gestützte spitzbogige Öffnungen (Quadrifora). Daneben befinden sich oberhalb der Erdgeschossfenster zwei ebenso spitzbogige zweigeteilte Öffnungen (Bifora) mit Vierpass. Alle diese Öffnungen führen auf einen von Konsole getragenen Balkon aus Kalkstein. In den Zwischenräumen der Fenster sind Marmortafeln mit den Wappen des Bauherrn angebracht. Jeweils zwei mit unterschiedlichem Maßwerk verzierte Rundfenster an den Bogenseiten der seitlichen Türen vervollständigen den Dekor. Der schmale Marmorfries, der das Piano nobile vom Mezzaningeschoss optisch trennt, unterstreicht den insgesamt feingliedrigen Fassadendekor der Wasserfront. Dieser wird von einer Ädikula unterbrochen, welche eine Heiligenfigur beinhaltet. Das Mezzaningeschoss weist vier annähernd quadratische Fenster auf und in der Mitte oberhalb der Ädikula ein kleines Marmorfeld, an den Ecken werden diese von zwei Tondi gerahmt.
Die Gartenfront ist – vergleichbar den Brentavillen – weniger repräsentativ gestaltet und entspricht in ihrer Gestaltung der Hauptfassade. Das Untergeschoss wird gegliedert durch eine breite mittlere Tür, flankiert rechts und links von zwei hochrechteckigen Fenstern. Das Piano nobile wird geöffnet durch eine Türanlage aus drei Fenstertüren mit Spitzbögen (Trifora). Die ursprüngliche Balkonbrüstung wurde durch ein inzwischen rostiges Geländer ersetzt. Rechts und links der zentralen Öffnung befinden sich jeweils zwei Spitzbogenfenster. Das an das Piano Nobile anschließende, erst im 16. Jahrhundert hinzugefügte Mezzanin wird auch hier durch vier quadratische Fenster geöffnet. Das gesamte Gebäude wird von einem Kranzgesims umlaufen.

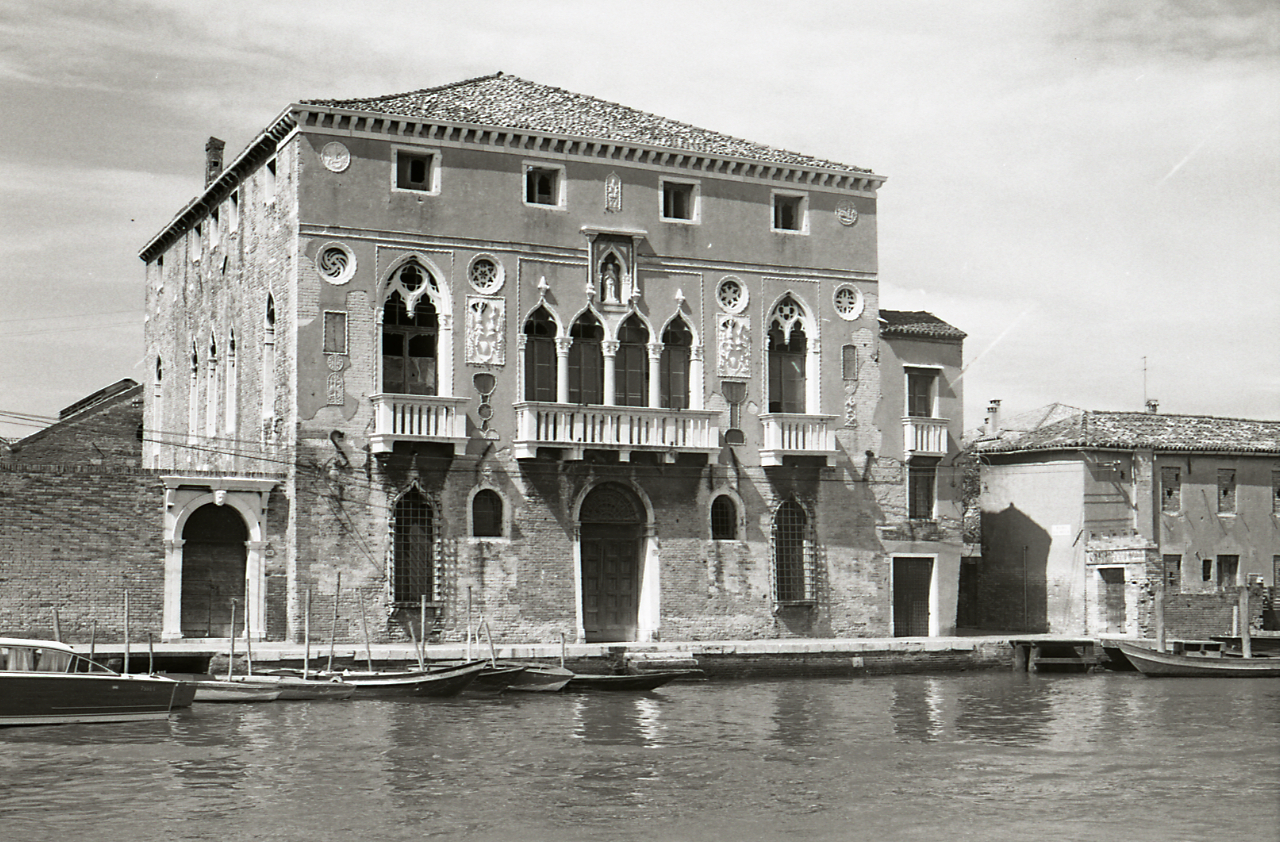
Foto von Paolo Monti, 1969
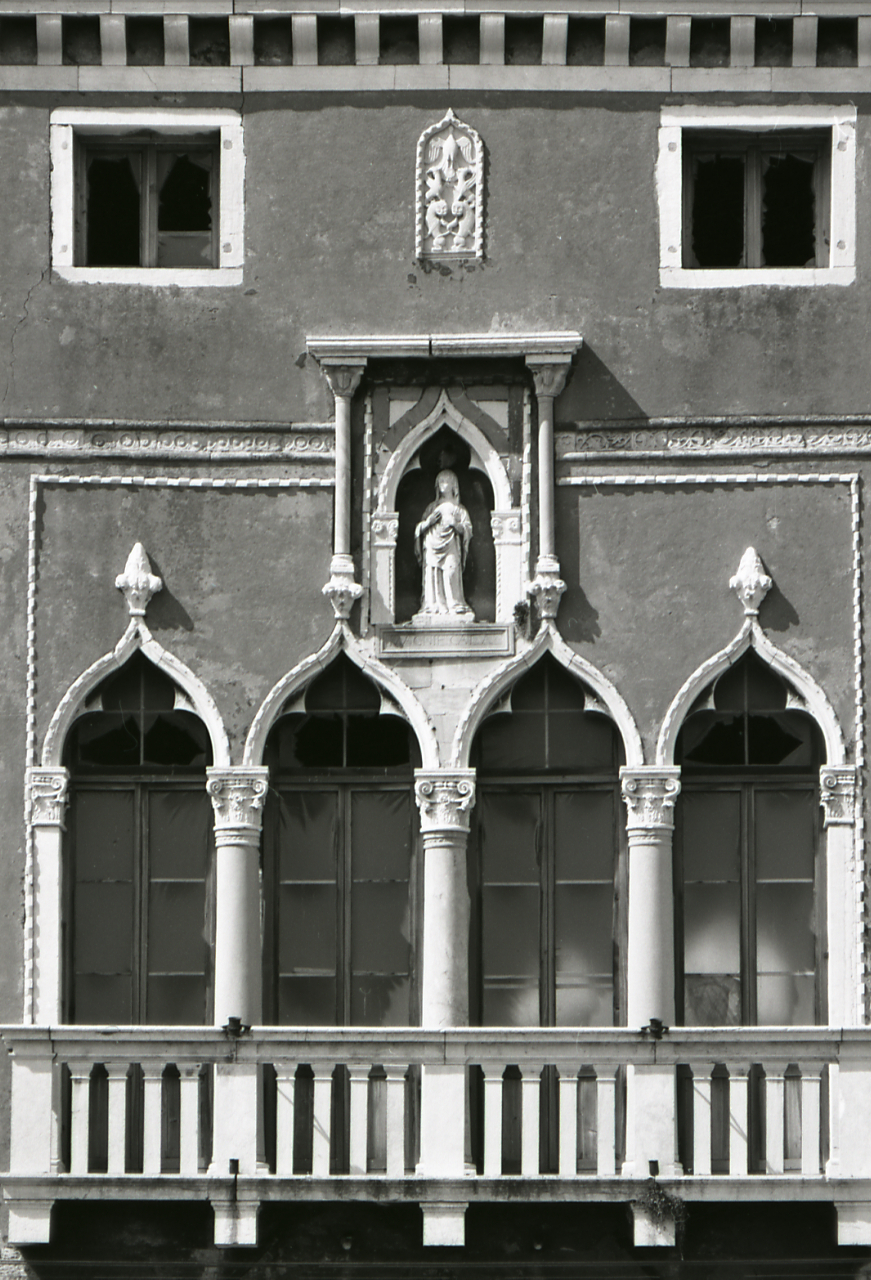
Details. Foto von Paolo Monti, 1969
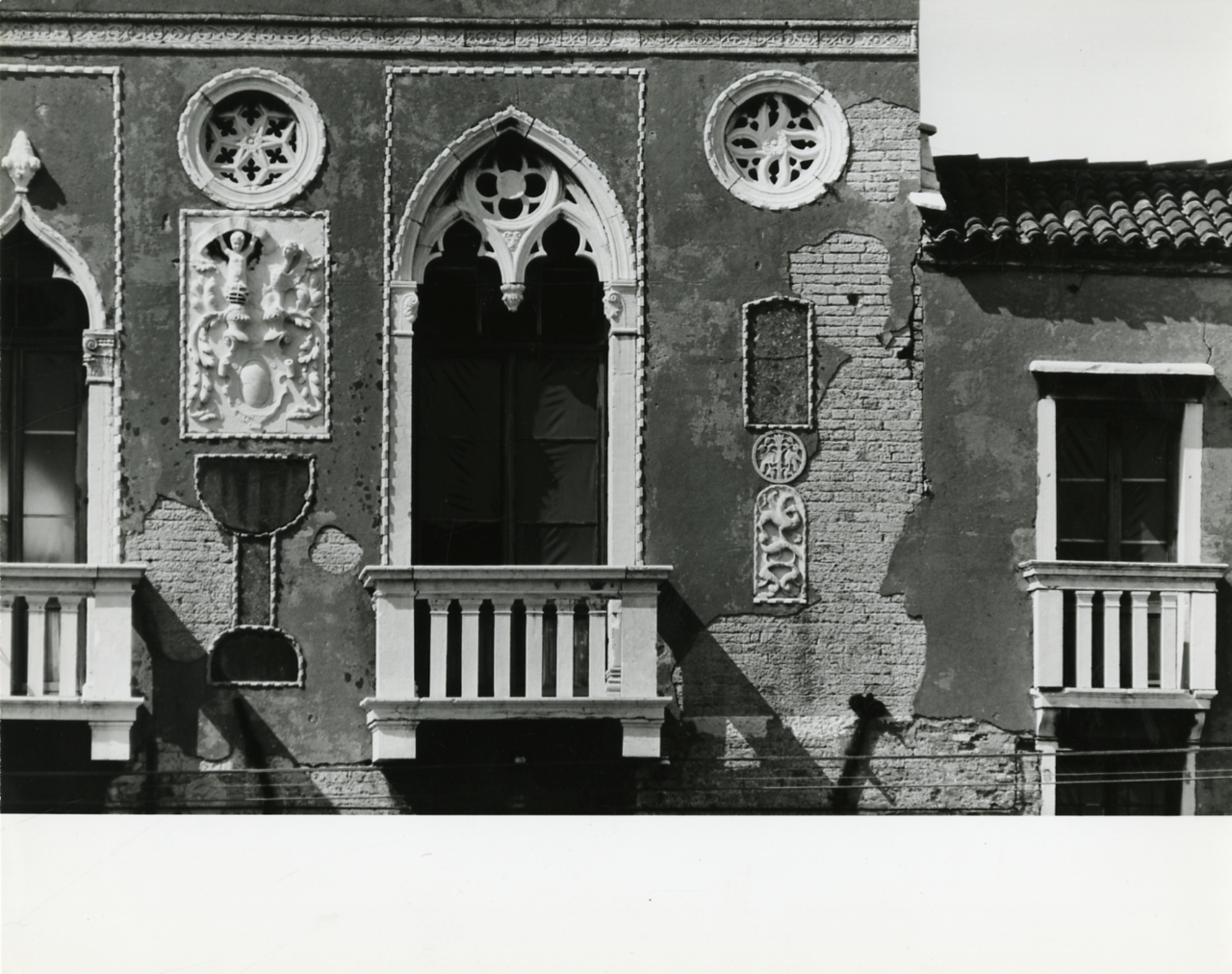
Details. Foto von Paolo Monti, 1969

## Garten
Hinter dem Palazzo da Mula befindet sich einer der wenigen erhaltenen Gärten auf der Insel. Von diesen Gärten konnte ein Besucher Muranos damals viele bewundern, Gärten prägten das Bild der Insel. Jedoch wurden sie im Laufe der Zeit immer mehr von Wohnhäusern verdrängt.
Im Garten des Palazzo da Mula blieb ein schönes Beispiel byzantinischer Kunst erhalten, nämlich ein Rundbogen aus Marmor mit einem filigran behauenen Fries.